# Festival Mundial da Juventude e dos Estudantes

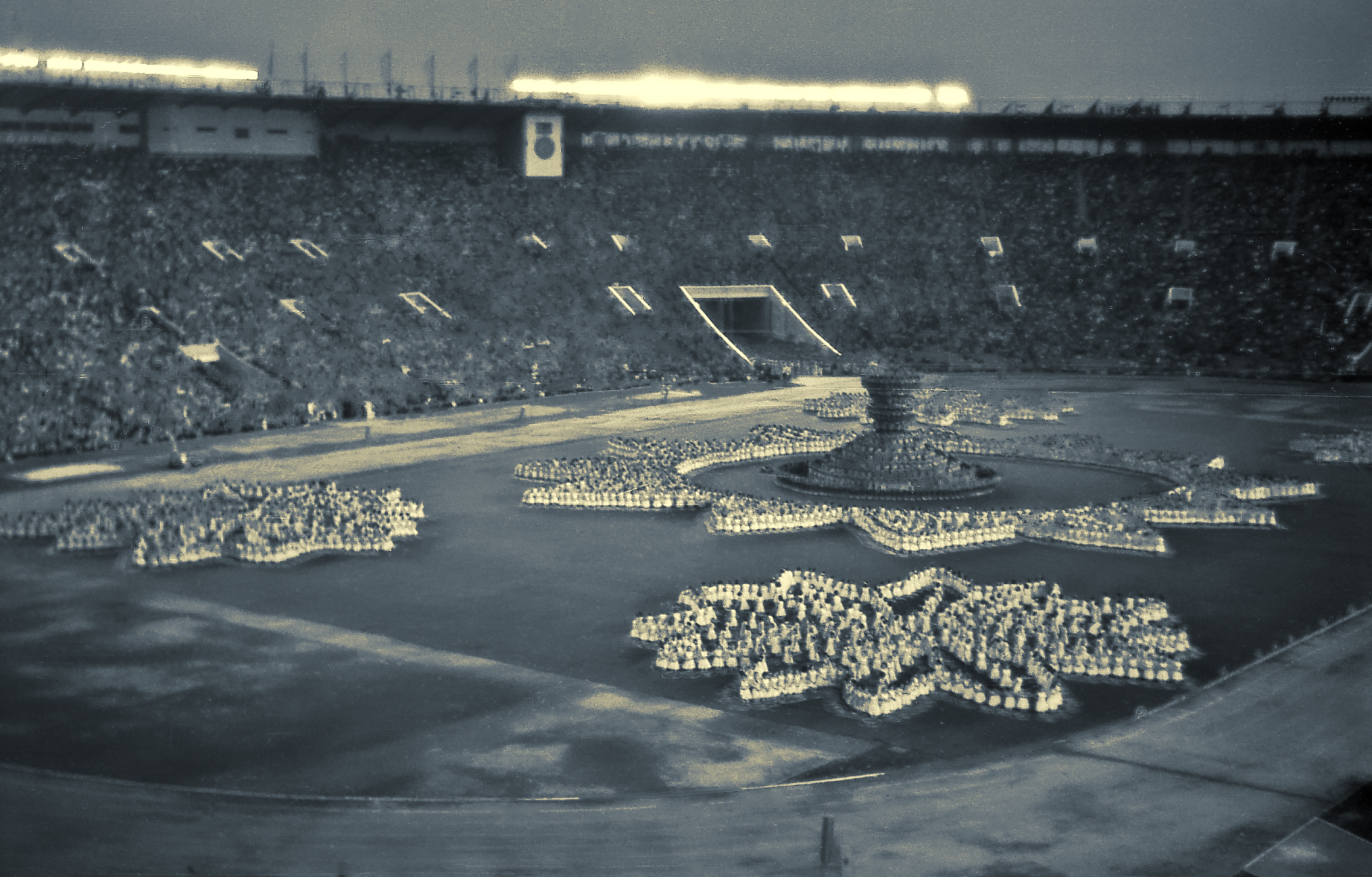
6º Festival Mundial da Juventude e dos Estudantes em Moscou

Festival Mundial da Juventude e dos Estudantes é um evento internacional organizado desde 1947 pela Federação Mundial da Juventude Democrática (WFDY), uma organização de juventude de esquerda, em conjunto com a União Internacional de Estudantes.
O maior festival foi o 6º, realizado em 1957 em Moscou, União Soviética, quando 34 mil jovens de 131 países participaram do evento. Este festival também marcou a estreia internacional da música "Noites de Moscou", que posteriormente passou a ser talvez a música russa mais reconhecida no mundo. Em termos de número de países participantes, o maior festival foi o 13º, realizado em 1989 em Pyongyang, Coreia do Norte, quando 177 países participaram do evento.
Durante a Guerra Fria muitos festivais foram realizados nas capitais dos países socialistas, devido à enorme despesa e coordenação necessária para apoiar um festival da juventude. Como resultado, nos anos 1960 os festivais foram acusados pelo Departamento de Estado dos Estados Unidos de ser uma ferramenta de propaganda comunista.
O 17º festival foi realizado em Pretória, África do Sul, de 13 a 21 de dezembro de 2010, e o 18º festival foi realizado em Quito, Equador, em 7-13 de dezembro de 2013. O 19º será realizado em Sochi, Rússia, em 2017.

## Festivais
| Edição | Ano  | País anfitrião    | Cidade anfitriã | Participantes | Países |
| ------ | ---- | ----------------- | --------------- | ------------- | ------ |
| 1º     | 1947 | Checoslováquia    | Praga           | 17.000        | 71     |
| 2º     | 1949 | Hungria           | Budapeste       | 20.000        | 82     |
| 3º     | 1951 | Alemanha Oriental | Berlim Oriental | 26.000        | 104    |
| 4º     | 1953 | Romênia           | Bucareste       | 30,000        | 111    |
| 5º     | 1955 | Polônia           | Varsóvia        | 30.000        | 114    |
| 6º     | 1957 | União Soviética   | Moscou          | 34.000        | 131    |
| 7º     | 1959 | Áustria           | Viena           | 18.000        | 112    |
| 8º     | 1962 | Finlândia         | Helsinque       | 18.000        | 137    |
| 9º     | 1968 | Bulgária          | Sófia           | 20.000        | 138    |
| 10º    | 1973 | Alemanha Oriental | Berlim Oriental | 25.600        | 140    |
| 11º    | 1978 | Cuba              | Havana          | 18.500        | 145    |
| 12º    | 1985 | União Soviética   | Moscow          | 26.000        | 157    |
| 13º    | 1989 | Coreia do Norte   | Pyongyang       | 22.000        | 177    |
| 14º    | 1997 | Cuba              | Havana          | 12.325        | 136    |
| 15º    | 2001 | Argélia           | Algiers         | 6.500         | 110    |
| 16º    | 2005 | Venezuela         | Caracas         | 17.000        | 144    |
| 17º    | 2010 | África do Sul     | Pretória        | 15.000        | 126    |
| 18º    | 2013 | Equador           | Quito           | 8.500         | 80     |
| 19º    | 2017 | Rússia            | Sóchi           | TBD           | TBD    |